# 石川博之 (歯学者)
石川 博之（いしかわ ひろゆき）は、日本の歯学者・歯科医師。福岡歯科大学学長。元同大学口腔・歯学部門成長発達歯学講座矯正歯科学分野教授。

## 経歴
1982年北海道大学卒業、1986年同大学院修了。以後同大学助手、講師を経て2000年より福岡歯科大学教授。2015年より福岡歯科大学学長。。

## 著書
- 石川博之 著「III 不正咬合の診断・治療法 40　成長発育の診査・52　矯正歯科専門医とのチーム医療・53　唇顎口蓋裂患者のチーム医療」、黒崎紀正、住友雅人、小口春久、飯田順一郎、岡野友宏、古郷幹彦 編『小児歯科疾患・口腔病変・不正咬合』医歯薬出版〈イラストレイテッド・クリニカルデンティストリー４〉、2002年6月20日。ISBN 978-4-263-40614-4。
- 石川博之 他 著、菅原準二、浅野央男 編『反対咬合治療のコンセンサスを求めて』東京臨床出版、2002年8月。 NCID BA59062159。
- 後藤滋巳、氷室利彦、槇宏太郎、石川博之 編『チェアサイド・ラボサイドの矯正装置ビジュアルガイド』医歯薬出版、2004年11月15日。ISBN 978-4-263-43330-0。
- 槇宏太郎、後藤滋巳、石川博之 編『歯科マニュアルシリーズ 歯科矯正マニュアル』（第4版）南山堂、2006年2月1日。ISBN 978-4-525-83214-8。
- 石川博之 他『新しい歯科矯正学』（改訂版）永末書店、2006年3月31日。ISBN 978-4-8160-1163-4。
- 石川博之 他 著、編集代表 粟野秀慈 編集 曽我部浩一、内藤徹、永松浩、米田雅裕 編『必修 臨床研修歯科医ハンドブック DVD付 平成20年度診療報酬改定対応』監修　竹原直道、廣藤卓雄、医歯薬出版、2006年5月20日。ISBN 978-4-263-45599-9。
- 石川博之 他 著「II編 診断学 20章 他科との協同による治療 I 口唇口蓋裂の矯正歯科治療」、相馬邦道、飯田順一郎、山本照子、葛西一貴、後藤滋巳 編『歯科矯正学』（第5版）医歯薬出版、2008年3月25日。ISBN 978-4-263-45615-6。
- 後藤滋巳、氷室利彦、槇宏太郎、石川博之 編『チェアサイド・ラボサイドの矯正装置ビジュアルガイド 2』医歯薬出版、2009年11月20日。ISBN 978-4-263-43338-6。
- 後藤滋巳、清水典佳、槇宏太郎、森山啓司、石川博之 編『矯正歯科治療　この症例にこの装置』医歯薬出版、2010年3月25日。ISBN 978-4-263-44303-3。
- 石川博之 他 著、青木茂樹、近藤壽郎、森山啓司、矢作直樹、山根源之、渡辺晋一 編『医師・歯科医師のための口腔診療必携 困ったときのマニュアル・ヒント集202』高戸毅、金原出版、2010年10月20日。ISBN 978-4-307-45011-9。
- 石川博之 他 著、松井恭平、栗原英見、合場千佳子、田村清美 編『最新歯科衛生士教本 咀嚼障害・咬合異常2 歯科矯正』監修 全国歯科衛生士教育協議会、医歯薬出版、2011年2月20日。ISBN 978-4-263-42825-2。
- 後藤滋巳、槇宏太郎、石川博之、福田理、居波徹、嘉ノ海龍三 編『幼児・学童期からの矯正歯科治療 乳歯・混合歯列期の不正咬合と障害児への対応』医歯薬出版、2012年3月10日。ISBN 978-4-263-44361-3。
- 石川博之 他 著、粟野秀慈、曽我部浩一、内藤徹、永松浩、米田雅裕 編『必修 臨床研修歯科医ハンドブック 平成24年度診療報酬改定対応 DVDビデオ付』監修　竹原直道、廣藤卓雄、医歯薬出版、2012年7月10日。ISBN 978-4-263-45658-3。

## 所属団体
- 日本歯科医学会 評議員[2]
  - 日本矯正歯科学会 常務理事[1]
    - 九州矯正歯科学会 元会長（2008年 - 2011年）[1]
    - 北海道矯正歯科学会[1]

  - 日本顎変形症学会 理事[3]
- 日本口蓋裂学会 理事[4]
- 日本頭蓋顎顔面外科学会　理事[1]
- 日本成人矯正歯科学会[1]
- 福岡歯科大学学会[1]
- 北海道歯学会[1]
- 国際歯科研究学会[1]
- アメリカ矯正歯科学会[1]

| 学職                                   | 学職                                                     | 学職 |
| -------------------------------------- | -------------------------------------------------------- | ---- |
| 先代 葛西一貴 第73回 2014年 幕張メッセ | 日本矯正歯科学会大会 大会長 第74回 2015年 福岡国際会議場 | 次代 |